# Libyen-Feldzugmedaille

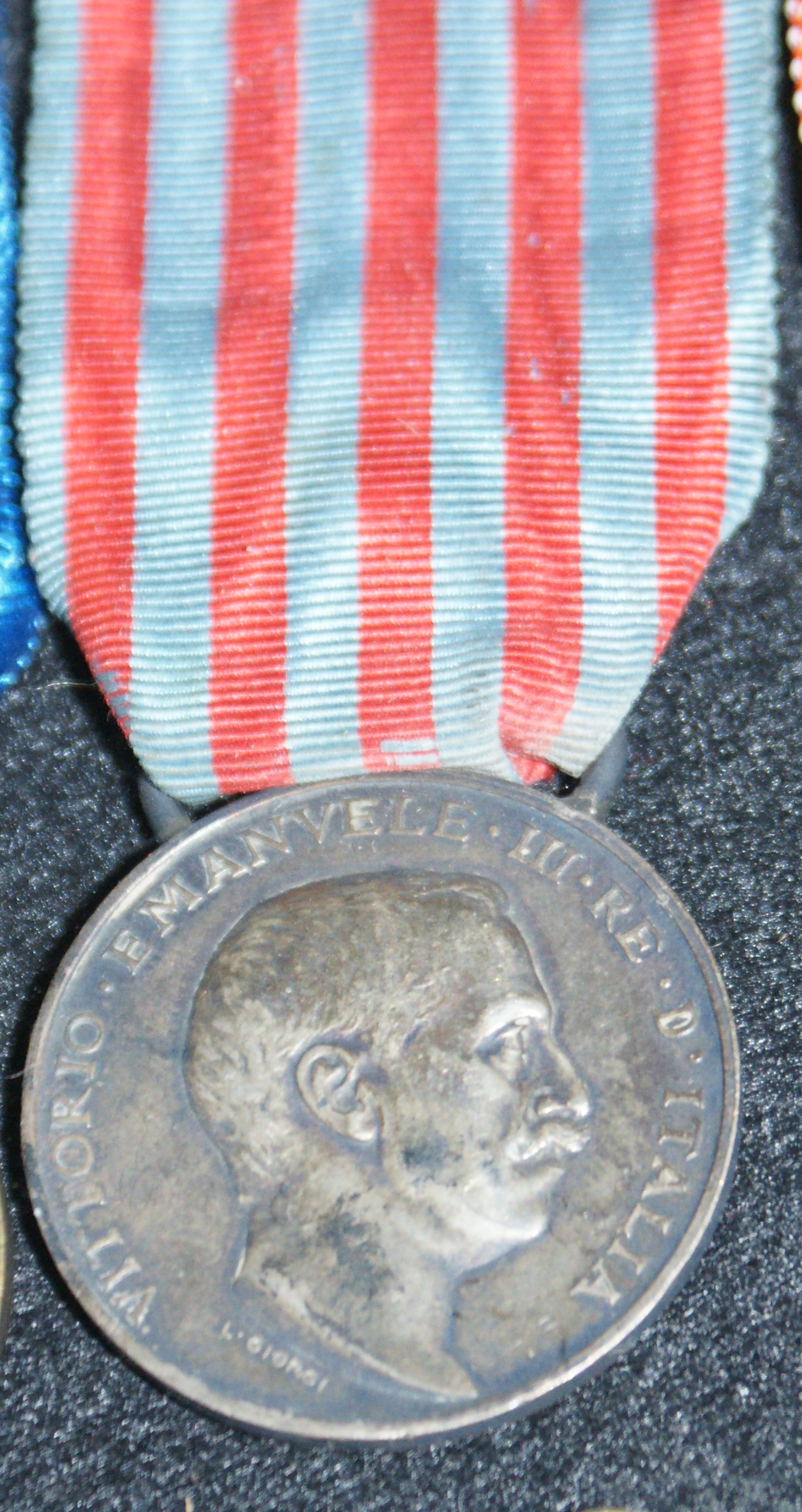
Erinnerungsmedaille an den Libyschen Krieg

Die Erinnerungsmedaille an den Libyschen Krieg (it. Medaglia commemorativa delle campagne di Libia) war eine Auszeichnung des Königreiches Italien, welche am 6. September 1913 per Dekret durch König Viktor Emanuel III. in einer Stufe gestiftet wurde. Die Verleihung erfolgte dabei an die italienischen Teilnehmer des Italienisch-Türkischen Krieges, welche auf dem Gebiete Libyens im Einsatz gestanden und dort in Kriegshandlungen verstrickt waren. Abgesehen von der Rückseite der Medaille ist diese gleich mit der Erinnerungsmedaille an den italienisch-türkischen Krieg.

## Aussehen und Trageweise
Die runde versilberte Medaille zeigt auf ihrem Avers die nach links  blickende Kopfbüste des Stifters, unter dessen Halsende das Herstellerkürzel L. GIORGE zu finden ist. Umschlossen wird die Büste vom Namenszug VITTORIO · EMANVELLE · III · RE D´ITALIA. Das Revers zeigt innerhalb eines geschlossenen Lorbeerkranzes mit Früchten die erhaben geprägte Inschrift LIBIA (Libyen)
Getragen wurde die Medaille an der linken oberen Brustseite des Beliehenen. Das Ordensband ist senkrecht in sechs hellblaue und fünf gleich breite rote Streifen unterteilt.